# François II de Saxe-Lauenbourg
Pour les articles homonymes, voir François II.
François II est un prince de la maison d'Ascanie né le 10 août 1547 à Ratzebourg et mort le 2 juillet 1619 à Lauenbourg. Il règne sur le duché de Saxe-Lauenbourg de 1581 à sa mort.

## Biographie
Il est le troisième fils du duc François Ier et de Sibylle de Saxe. François Ier abdique en 1571 en faveur de son fils aîné Magnus II, mais il reprend le pouvoir en 1573 avec l'aide de son fils François, dont il fait son héritier. Cette violation de la règle de primogéniture engendre un conflit avec les États généraux du duché, qui refusent de reconnaître François II à la mort de son père, en 1581. François II rallie le soutien de son frère cadet Maurice en partageant le pouvoir avec lui et est finalement reconnu duc en 1586.

## Mariages et descendance
Le 26 décembre 1574 à Wolgast, François épouse Marguerite (1553-1581), fille du duc Philippe Ier de Poméranie-Wolgast et de Marie de saxe. Ils ont quatre enfants :
- Marie (1576-1625) ;
- Auguste (1577-1656), duc de Saxe-Lauenbourg ;
- Philippe (1578-1605) ;
- Catherine-Ursule (1580-1611).

Le 10 novembre 1582 à Wolfenbüttel, François II se remarie avec Marie de Brunswick-Lunebourg (1566-1626), fille du duc Jules de Brunswick-Wolfenbüttel. Ils ont quatorze enfants, dont douze atteignent l'âge adulte :
- François-Jules de Saxe-Lauenbourg (1584-1634)
- Jules-Henri de Saxe-Lauenbourg (1586-1665), duc de Saxe-Lauenbourg ;
- Ernest-Louis (1587-1620) ;
- Hedwige-Sibylle (1588-1635) ;
- Julienne (1589-1630), épouse en 1627 Frédéric de Schleswig-Holstein-Sonderbourg ;
- Joachim-Sigismond (1593-1629) ;
- François-Charles de Saxe-Lauenbourg (1594-1660) ;
- Rodolphe-Maximilien (1596-1647) ;
- Hedwige-Marie (1597-1644), épouse en 1636 le prince Annibale Gonzaga (en) ;
- François-Albert de Saxe-Lauenbourg (de) (1598-1642) ;
- Sophie de Saxe-Lauenbourg (1601-1660), épouse en 1624 le duc Philippe de Schleswig-Holstein-Sonderbourg-Glücksbourg ;
- François-Henri de Saxe-Lauenbourg (1604-1658).